# Relació interespecífica
En ecologia una relació interespecífica és la interacció biològica que té lloc en una comunitat entre individus d'espècies diferents, dins d'un ecosistema. Les relacions interespecífiques són relacions ambientals que s'estableixen entre els organismes de la biocenosi, acadèmicament se sol oposar a la relació intraespecífica, que s'estableix entre els individus d'una mateixa població. També es pot dividir en harmòniques i desharmòniques. Les principals relacions interespecífiques són les següents (entre parèntesis s'indica amb un signe "+" si una espècie surt beneficiada de la relació, amb un signe "-" si surt perjudicada i amb un "0" si la relació li és indiferent)
- Depredació (+/-)
- Parasitisme (+/-)
- Tanatocresi (+/0)
- Explotació (+/-)
- Comensalisme (+/0)
- Inquilinisme (+/0)
- Simbiosi (+/+)
- Mutualisme (+/+)
- Exclusió mútua (+/-) o (-/+)
- Amensalisme (-/0)
- Forèsia (+/0)
- Competència (-/-)